# Pédicycle
 (novembre 2019).
Si vous disposez d'ouvrages ou d'articles de référence ou si vous connaissez des sites web de qualité traitant du thème abordé ici, merci de compléter l'article en donnant les références utiles à sa vérifiabilité et en les liant à la section « Notes et références ».

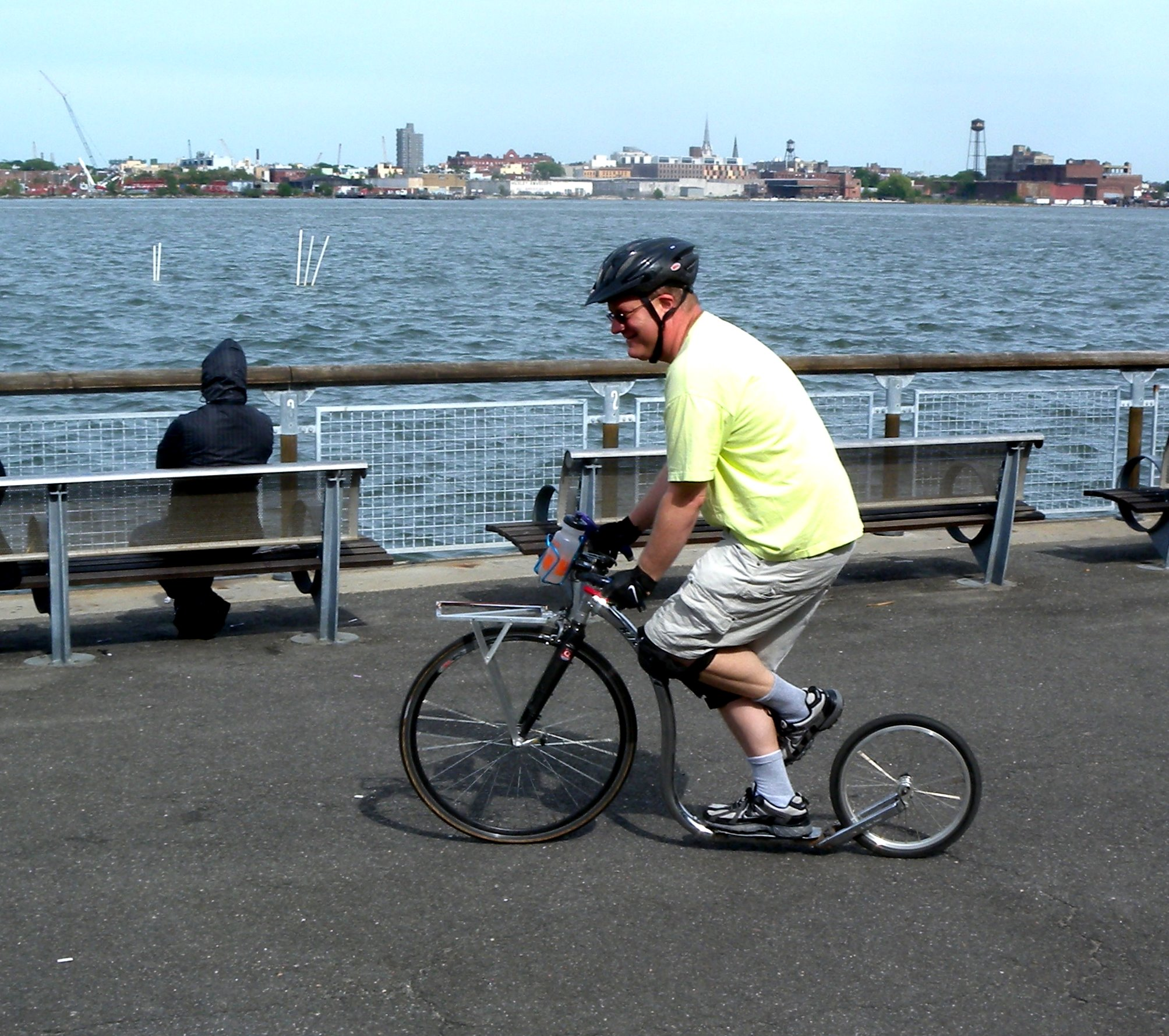
Un pédicycliste.

Le footbike ou pédicycle, aussi appelé trocyclette vélotrottinette ou trottinette avec des pneus et des chambres à air, est un moyen de locomotion, approprié à de nombreux terrains et autorisant une variété d'usages : déplacements ou figures

## Principe
Le pédicycle est un moyen de locomotion muni de deux roues d'un diamètre supérieur à 20 cm, dont une directrice par le biais d'une fourche avant, et reliées par un cadre qui permet de supporter le conducteur. Divers modèles sont commercialisés notamment pour les usages les plus intensifs et les compétitions sportives qui se mettent en place.
La propulsion est assurée, en terrain plat ou en montée, par la poussée régulière d'une jambe sur le sol, l'autre pied prenant appui sur la planche qui forme le cadre entre les deux roues, chaque jambe changeant de rôle au bout de quelques poussées (entre trois et dix le plus souvent). En descente, le souci du conducteur est de limiter la résistance de l'air en prenant une position adaptée.
L'engagement physique se situe entre celui du vélo et de la course à pied, mais il dépend avant tout des circonstances tant du point de vue du terrain (pente et sol résistant sous le pied) que de l'effet facilitant ou contrariant du vent.
Les techniques de changement de pied sont multiples et varient non seulement en fonction de la pratique mais surtout en fonction du terrain et de la vitesse de déplacement. Une terminologie s'est mise en place avec les termes, flying dutchman pour le changement de pied sauté et le talon-pointe pour le changement standard.

## Dénominations
Au niveau international, l'IKSA a recherché un nom pour remplacer l'appellation d'origine « scooter », qui était commune avec les engins motorisés à petite roue. Un consensus s'est formé autour de « footbike », dont « pédicycle » est la traduction littérale.
Le mot footbike a cependant été utilisé par la suite comme marque commerciale, ce qui a gêné les utilisateurs. Cependant en 2019 cette marque semble ne plus vendre de modèles.
On trouve aussi les désignations « trottinette », « trott », « cyclotrottinette », « patinette », « trotbike », « velotrottinette » , etc..

## Histoire
Ce sport est pour partie une déclinaison d’un sport traditionnel, le kicksled, qui est un sport de glisse sur glace et neige.
Au XIXe siècle, l'armée finlandaise cherchait un moyen économique afin d'entraîner ses soldats à la conduite de traîneaux de charge. Pour éviter la maintenance d'un chenil national démesuré, un traîneau léger spécifique a été conçu.
Celui-ci permet de reproduire la position des mushers à l'arrière des traîneaux de chien, le kicksled, (traduit par trottinette des neiges) qui n'a aucun besoin de chien de traction.

### Origine

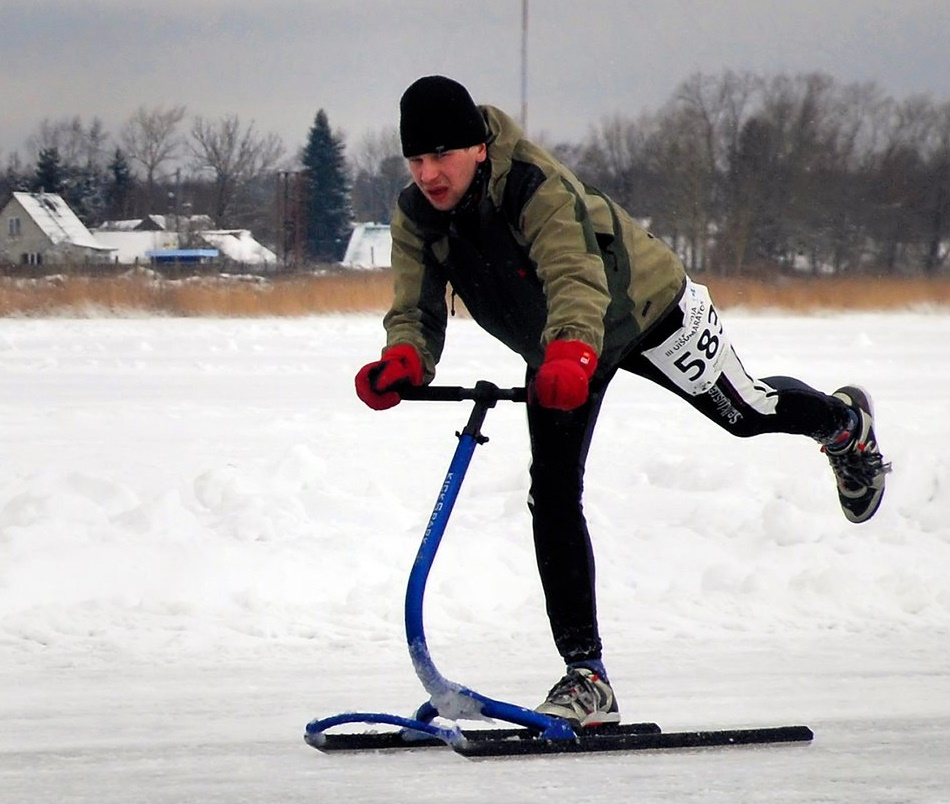
Kickspark racer

Un conducteur de traîneau tracté ne se laisse pas traîner, mais assure sa propulsion et gère ainsi les accélérations et la vitesse en favorisant plus ou moins l'avancement de l'attelage par ses poussées (kick). D'où la nécessité d'un entraînement spécifique du conducteur visant à le rendre capable de soutenir l'effort de l'attelage et ainsi de ne pas devenir un poids mort.
Des compétitions ont été organisées dans le but de motiver les troupes à cet entraînement. Leur plus petite distance était de l'ordre de quelques kilomètres et les plus longues pouvaient atteindre 200 km. L'affaire a pris des proportions qui ont rapidement dépassé le projet initial pour devenir un sport national.
La mécanisation a fait tomber en désuétude la traction animale après la 1re Guerre Mondiale, et le kicksled a disparu de l'arsenal et du manuel d'entraînement militaire finlandais.
Les années 1950 ont vu la montée dans le public nordique, d'un besoin d'exercice physique. Dans leur pays couvert de glace et de neige six mois de l'année les Finlandais se sont souvenus de leur sport et ont remis en service des kicksleds pour proposer une diversification en regard du monopole du ski de fond. Une organisation non militaire s'est mise en place et a organisé des compétitions au niveau national.
Un jeune étudiant en médecine finlandais, Hannu Vierriko, champion de kicksleding, a voulu continuer à s'entraîner durant les mois sans neige et a cherché un moyen qui lui permette de réaliser la même gestuelle qu'il exécute sur son kicksled. Alors que la plupart des personnes mettent des roues sous les lames des kicksleds, lui propose la création d'un engin bicycle permettant la poussée latérale de part et d'autre d'un axe, contrairement à la poussée centrale.
Après avoir réinventé la trottinette en intégrant massivement des composants standards de bicyclette, Hannu Vierriko perçoit très rapidement le potentiel de sa création, le pédicycle.
Son premier prototype est élaboré en 1993 et la première série de 100 pièces de son Kickbike (nom commercial qu'il dépose) est produite en 1994.
Il propose à l'un de ses amis, Alpo Kuusisto, de tester sa trottinette. À partir de 1995, celui-ci parcourt l'Europe avec sa trottinette (footbike) et participe à un grand nombre d'épreuves sportives quand il lui est possible de participer. Sa participation en 2003 à la célèbre randonnée cycliste Paris-Brest-Paris marque les esprits et représente depuis un Graal dans la pratique de la trottinette (footbike) en longue distance. Son temps : 84 h 36.
La production de série des trottinettes footbike de la marque kickbike commence réellement en 1996 pour le marché finlandais. À partir de 1998, la marque kickbike propose des trottinettes dans toute l’Europe.
La pratique de la trottinette-footbike existe depuis longtemps et est très développée tant au niveau du nombre de pratiquants que du nombre de marques ex-Tchécoslovaquie. Il est probable que des marques soient antérieures à Kickbike et existent encore.
Il est aussi bon de noter qu'une trottinette à deux grandes roues de vélos, la Trocyclette baptisée en 1991 par le petit-fils de l'inventeur, avait été développée en France dans les années 1940. C'est en 1944 que Louis Georges Bogrand marchand de cycles à Saint-Brieuc invente cette trottinette avec un cadre fait de tubes de chauffage acier et des roues de piste en bois, il y ajoute une fourche, un cintre et un frein de vélo à l'avant de sa machine. Les Cocasiens Russes au moment de la débâcle volaient tous ce qui roulait pour se sauver, il décide alors de mettre de côté son vélo et enfourche cet engin pour ses parcours journaliers. Le petit-fils du créateur de cette machine (Philippe Saumont) a tenté de relancer la pratique en participant à de nombreuses émissions dans les années 1990, des championnats du monde de trottinettes et salon du cycle. Il a réalisé entre autres Saint-Brieuc-Paris en 24 h soit 450 km en août 1991 et Saint-Brieuc-Séville, soit 2 000 km, en 20 jours en 1992.

## Usages
Il se pratique, sur route, en tout terrain ou encore en descente. La pratique du pédicycle se positionne entre la course et le vélo. De ce fait, on le retrouve aussi bien sur des parcours cyclistes comme les randonnées cyclotouristes que sur des courses à pied tels que les marathons ou les 100 km.

### Promenade
Les promenades à footbike pédicycle cumulent les avantages de deux activités de loisirs : un exercice physique mobilisant l'organisme de façon aussi bénéfique que la marche à pied lié à une vitesse de déplacement proche d'une sortie tranquille à bicyclette. Ce qui augmente sensiblement le rayon d'action du promeneur. En outre, cette vitesse de déplacement plus élevée favorise, par fortes chaleurs, une meilleure ventilation du promeneur.
Les machines utilisées bien que conformes à l'architecture initiale, peuvent être basiques. Elles sont souvent équipées de pneus VTC permettant l'accès à des types de voies diverses

### Déplacement utilitaire
Le pédicycle rentre directement en concurrence avec la bicyclette sur les mêmes types d'utilisations.
La notion de plaisir en est différente, le côté "sport de glisse" est bien présent et cela constitue une bonne opportunité d'exercice quotidien qui reste ludique.
Les niveaux de pédicycles utilisés sont variés et dépendent beaucoup du style préférentiel de leur propriétaires qui sont rapidement des "pousseurs" confirmés. Roulant par tous les temps, leurs machines sont équipées de garde boues, d'éclairage voire d'un panier au guidon ou d'un porte-bagages avant.

### Randonnée
Le pédicycle, de par son ascendance, est taillé pour avaler de la distance. Les randonnées supérieures à 50 km sont prisées par des pratiquants cumulant déjà une expérience significative. Comme toute activité d'endurance, les plus de 40 ans s'y sentent chez eux et alignent les performances pour le plaisir, au même titre que les cyclistes dans ce type d'activité.
La spécialisation et le niveau d'équipement des machines deviennent beaucoup plus poussés : machines légères, planche d'appui très basse, pneumatiques très performants en termes de poids et d'aérodynamisme. Souvent un compteur est ajouté pour permettre un pilotage de l'effort. Un GPS est parfois présent.

### Avec chiens

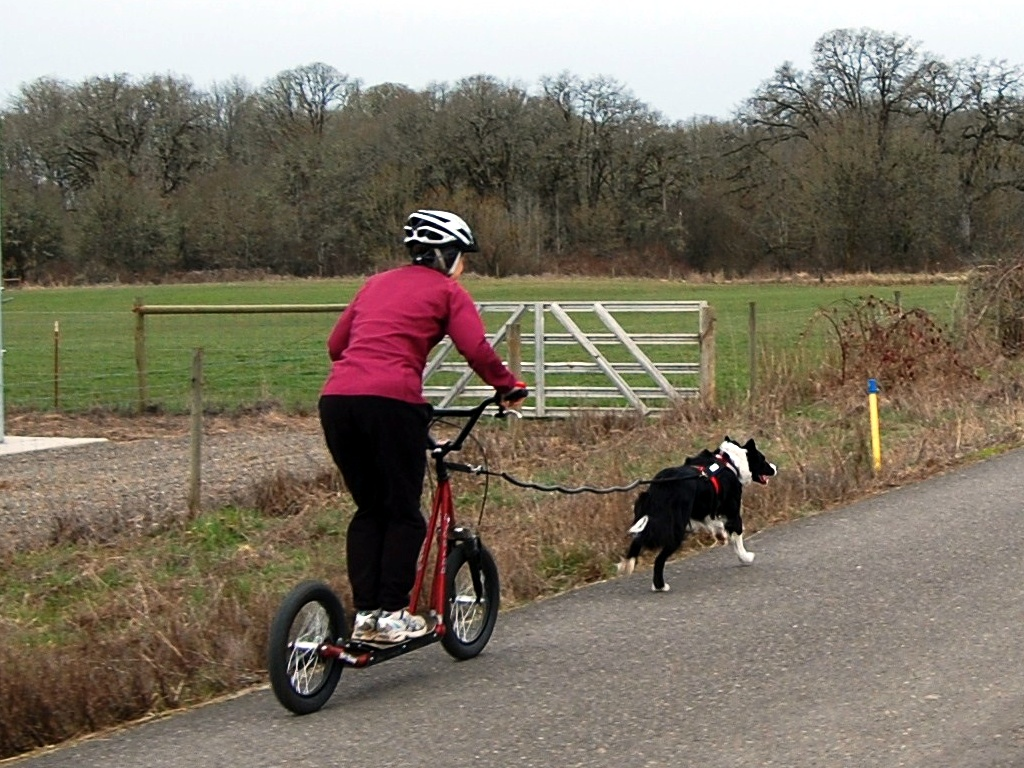
Canicross avec un pédicycle.

Le pédicycle, moyennant une adaptation, est bien dimensionné pour accompagner le chien dans des promenades satisfaisant le besoin d'exercice quotidien pour le maintenir en forme. Le maître a ainsi les moyens de suivre son chien sans l'entraver excessivement ni l'épuiser par une vitesse trop rapide. Les chiens de trait trouveront là un exutoire proche de leur spécialisation, et les chiens de chasse, la surface de quête que leur instinct leur impose. Le centre de gravité très bas du pédicycle met le conducteur en sécurité et si chute il y a, elles seront sans gravité. Les freins puissants permettent éventuellement d'imposer sa volonté à un chien fantasque ou dominant.
Le pédicycle utilisé est le plus souvent identique à celui de randonnée tout terrain, bien que des versions route et tout chemin sont aussi adaptées.
Le dispositif spécifique d'attelage amortit les tractions brutales, les changements de direction inopinés et empêche la longe de se prendre dans la roue avant.

### Tout terrain

#### En descente
C'est la pratique la plus répandue. L'utilisation de la trottinette de descente connait un fort développement depuis les années 2000. En été, on en trouve en location dans certaines stations de sports d'hiver. Les remontées mécaniques sont ainsi mieux utilisées.
Ce type de machines est à la frontière de ce que l'on peut définir comme un pédicyle car pour la plupart, leur configuration ne leur permet pas de pousser avec les pieds, elles se limitent à se laisser descendre.
Leur architecture est plus solide.
La fourche avant est télescopique et les roues sont dotées de freins à disques.

#### En randonnée
La vitesse d'évolution permet de multiplier les rencontres de paysages diversifiés dans la même journée.
Le type de pédicycle utilisé est une déclinaison des machines de route.
La dotation d'un équipement spécifique les spécialise pour le tout terrain :
La fourche est souvent télescopique.
La hauteur sous planche centrale est plus importante pour favoriser le franchissement.
Les pneus sont ceux du VTT. Les freins sont à disques pour être moins sensibles aux éléments

### Compétition

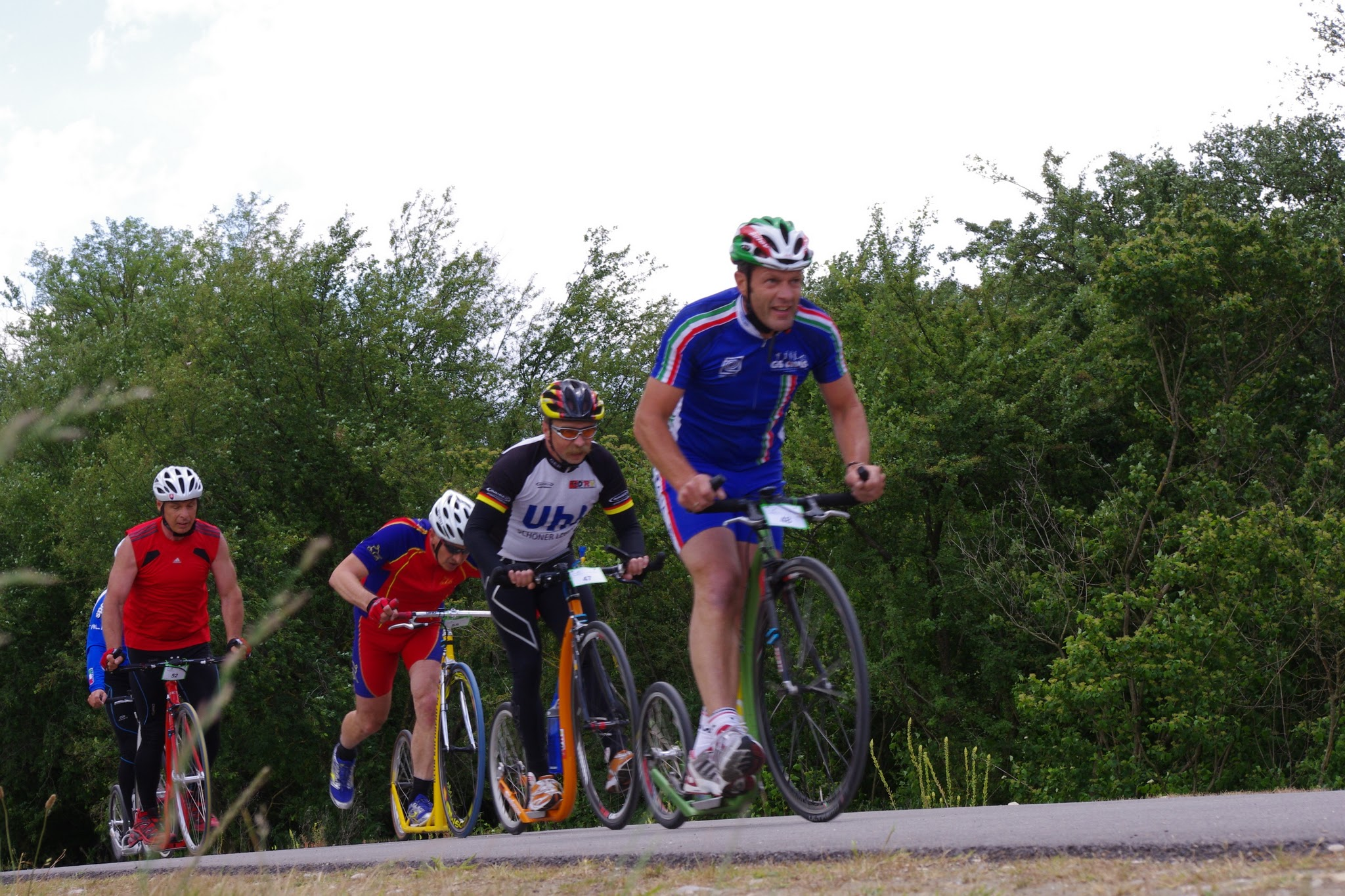
Course de pédicycle en 2011.

La pratique collective la plus développée et la plus structurée est la course sur route.
C'est la voie royale de ce sport rejoignant la tradition des compétitions finlandaises.
Les compétiteurs combattent le poids de leur monture. Cadre aluminium parfois carbone, tout est optimisé : moyeu, rayon, freinage, pneu, diamètre des roues. La position est peaufinée en fonction du style du compétiteur et du type de course. La planche d'appui centrale est la plus basse possible. L'habillement du pousseur fait aussi l'objet de toutes les attentions.
La pratique du pédicycle-footbike-trottinette est un sport à part entière qui se situe entre la course à pied et le cyclisme. Alors que le matériel utilisé est très proche d’un vélo, la pratique elle va plutôt se rapprocher de l’effort que l’on peut produire lors d’une course à pied ou dans la pratique du ski de fond.
Ce sport trouve surtout ses utilisateurs les plus assidus dans le public des anciens coureurs à pied (sur route notamment) qui ne peuvent plus pratiquer intensément leur sport souvent pour cause de traumatisme et qui retrouvent dans la pratique du footbike-peicycle-trottinette un niveau d’effort élevé similaire, mais sans les contraintes articulaires de la course à pied.
La trottinette-footbike est également utilisé par les coureurs de longues distances pour faciliter leur entrainement. En plus d’un haut niveau cardiaque, il permet un travail de gainage et renforcement complet de la masse musculaire des membres inférieurs.
Cette activité peut être pratiquée avec bénéfice par les opérés du cœur en rééducation, par les personnes en sur-poids qui ont besoin d'une activité physique non traumatisante pour le squelette, les genoux en particulier.
Cette pratique, à mi chemin de la course à pied et du cyclisme fait que l’on retrouve des pédicyclistes lors de manifestations de courses à pied (comme les 100 km de Millau qui sont ouverts par des pédicycles depuis cinq ans) ou de vélo (route ou de tout terrain).
L'Association Française de Trottinette de Sport, qui avait pour vocation le développement de la pratique au niveau national, a vu le jour en 2010, afin de fédérer les clubs locaux, mais elle ne connu qu'un très faible succès et très éphémère. Cette association encadra des participations d'athlètes français lors de compétitions européennes et internationales relevant de l'IKSA La France a ainsi été représentée aux derniers championnats du monde 2010 en Italie et aux championnats d’Europe aux Pays-Bas en 2011.
Avec des résultats encourageants (une troisième place en championnat du monde), la France apparaissait parmi les pays sur lesquels il fallait  compter (course de 10 km et d'une trentaine de km) 
En 2010, une manche de la coupe d’Europe fut  organisée dans les environs de Lyon. Avec près de 80 participants et sept nations représentées, se fut de loin la plus grande manifestation de pédicycles en France.
Afin de valoriser encore plus la pratique, l’Association Française de Trottinettes de Sport (AFTS) souhaita  pouvoir décerner un titre de champion de France de Pédicyle. Ce championnat devait  se tenir en même temps que la manche de coupe d’Europe prévue les 23 et 24 juin 2012 aux Grand-Parc de Miribel-Jonage, près de Lyon.
Mais se fut un échec 
N’étant pas encore reconnue comme un sport officiel et de ce fait non rattachée à une fédération, l’AFTS souhait  être habilitée à attribuer les titres de « champion de France de pédicycle » et pouvoir organiser officiellement des championnats de France.
Les pratiques retenues auraient été :
- Le 10 km route
- Le marathon (entre 35 et 50 km)
- Le contre la montre (entre 2 et 5 km).

## Popularisation
La pratique du pédicycle se développe de façon conjointe dans plusieurs pays. Les pays les plus actifs sont les Pays-Bas, la République tchèque, l'Italie
Jusqu'en 2012, peu de personnes en France ont déjà croisé un pédicycle. L'activisme des pratiquants dans les villes d'importance telle que Lyon permet néanmoins une médiatisation naissante.
Certains grands évènements sportifs comme les 100 km de Millau invitent des pédicycles pour ouvrir la course.
Un point marquant est franchi en 2012, avec la participation d'un pédicycliste à l'émission de TF1 Koh-Lanta. Le candidat est présenté avec son pédicycle. Ce candidat ayant effectué le trajet Dakar-Paris à pédicycle il permet une visibilité des performances de l'engin.
En août 2015, une  française rallie Nantes à Budapest en solo et en autonomie, en 35 jours à travers six pays, en récoltant des dons pour une association et se faisant l'ambassadrice d'une façon humaniste et durable de voyager. En novembre 2015, "La Trottineuse" se lance dans le premier tour d'Europe en footbike, en solo, sans assistance et en autonomie, pour une durée indéterminée. Elle rejoint le Cap Nord après 9 mois de route l'ayant menée de Normandie à Gibraltar, jusqu'en Turquie, et à travers toute l'Europe Centrale. L'aventure continue.
La Trottineuse  est la première à avoir réussi une traversée de l'Europe et de l'Asie.
Entre 2015 et 2020, elle aura parcouru plus de 58 000 km sur un itinéraire continu, en nomade sous tente, à travers les continents et les saisons, en propulsant l'aventure grâce aux dons du public et en vivant de peu.
Frédéric Benoist est probablement le premier à avoir roulé sur tous les continents (il en a traversé 3)

## Compétitions

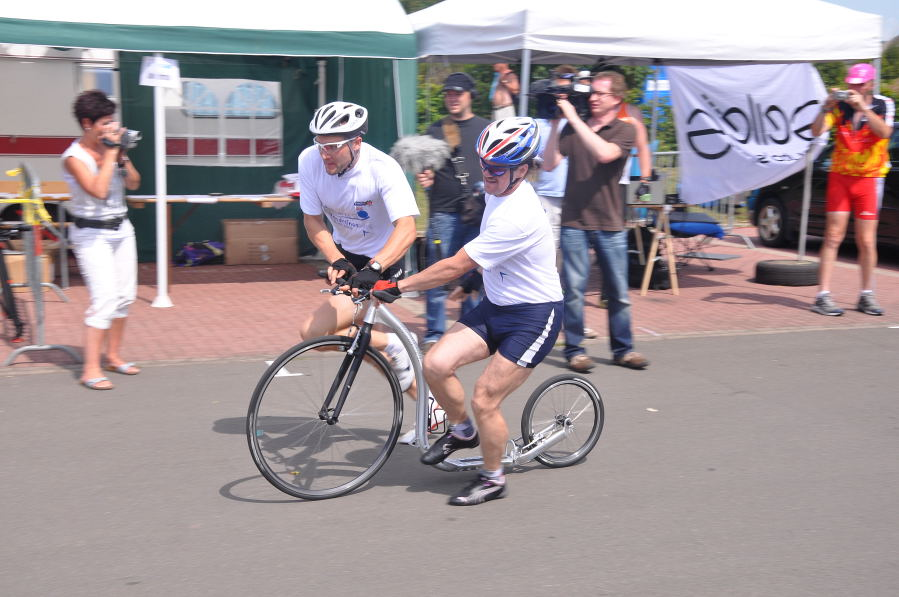
Passage de relais à l'EuroCup 2009 en Allemagne.

Au niveau international, ce sont les Pays-Bas qui ont l'historique le plus grand, avec un championnat national. La République tchèque fait également partie des pays qui pratiquent depuis des décennies le pédicycle en compétition.
VIDEO : Exemple de competition
En France, il faut attendre 2010 pour avoir la première compétition de pédicycle officielle, avec l'organisation à Lyon d'une manche de l'Eurocup.

### Randonnées remarquables
- Cap-Nord - Gibraltar
- Dakar-Paris : 2010
- Nantes-Budapest par La Trottineuse : 2015
- "Kick the World" par La Trottineuse. 4 ans en solo d'itinérance continue à travers les continents.

### Records nationaux
Ces marques sont validées par l'AFTS
| Type d'épreuve   | Date | Temps/distance | Nom                | Lieu                         |
| ---------------- | ---- | -------------- | ------------------ | ---------------------------- |
| 400 m            | 2010 | 44 s 1         | Luc Teilles        | Ivrée (Italie)               |
| 1 heure          | 2012 | 25,575 km      | Sébastien Confiant | Vélodrome de Lyon            |
| Marathon (42 km) | 2009 | 1 h 38 min     | Sébastien Confiant | Verrayes (Italie)            |
| 100 km           | 2012 | 4 h 15 min     | Luc Teilles        | Millau (1 200 m de dénivelé) |
| 24 h 00          | 2010 | 417,3 km       | Frédéric Benoist   | Plateau d'Albion             |
| 24H 3X8 h        | 1991 | 457 km         | Philippe Saumont   | Saint-Brieuc-Paris           |

### Records internationaux
| Type d'épreuve             | Date       | Temps      | Nom              | Nationalité |
| -------------------------- | ---------- | ---------- | ---------------- | ----------- |
| 400 m                      | 2010       | 42 s 1     | Ennätis THEDAS   | FIN         |
| 1 heure                    | Indicatif  | 27,64 km   | Henri Polman     | NED         |
| Marathon (42 km)           | 2010       | 1 h 15 min | Kaï Immonen      | FIN         |
| Paris-Brest-Paris 1 200 km | 25/08/2003 | 84 h 36    | Alpo Kuusisto    | FIN         |
| 24 h 00                    | 2012       | 547 km     | Peter Groeneveld | NED         |
| Saint-Brieuc-Séville       | 1992       | 2 000 km   | Philippe Saumont | FRA         |